# سويد الماء (القطن)
'

تعديل مصدري - تعديل

سويد الماء هي إحدى قرى عزلة القطن بمديرية القطن التابعة لمحافظة حضرموت، بلغ تعداد سكانها 33 نسمة حسب تعداد اليمن لعام 2004.